# 阿卜杜勒·阿齊茲·穆薩·努賽爾
阿卜杜勒·阿齊茲·穆薩·努賽爾（阿拉伯語: عبد العزيز بن موسى），是首位西班牙和葡萄牙的安達盧斯總督，阿拉伯歷史上著名統帥伊夫里奇亞總督穆薩‧努賽爾（Musa ibn Nusayr） 的兒子。長久以來，阿卜杜勒‧阿齊茲追隨其父穆薩‧努賽爾參與政治和軍事的行動。

## 早年生活
712 年，阿卜杜勒‧阿齊茲 (Abd al-Aziz ibn Musa ibn Nusayr) 陪同他的父親穆薩‧努賽爾幫助柏柏爾將軍塔里克·齊亞德（Tariq ibn Ziyad）征服了西班牙（Hispania）。據推測，因為穆薩‧努賽爾（Musa ibn Nusayr）和兒子阿卜杜勒‧阿齊茲身為阿拉伯人，不希望將此次勝利的榮耀歸屬拉里克所帶領的柏柏爾人，而對外宣稱自己的絕對統治權。在塔里克、穆薩‧努賽爾和阿卜杜勒‧阿齊茲的領導下，西班牙的征服計畫進展順利。在其嚴厲的管理及對西班牙各城的年度賦稅，穆薩家族聚斂了大量的財富。714年，塔里克和穆薩·努賽爾被倭馬亞哈里發瓦利德一世召回敘利亞。在此之前，阿卜杜勒‧阿齊茲被他的父親授予安達盧斯的總督職位。至於返回敘利亞的穆薩·努賽爾，因為哈里發瓦利德一世對他心生嫉恨已久，在他回到大馬士革後便尋機將他定罪，更不惜將之處死，但他以上繳所有財產作為條件才倖免於難，在麥地那窮困潦倒的度過他最後的時日。儘管如此，穆薩·努賽爾仍比他的兒子阿卜杜勒‧阿齊茲活得長些。

## 征服和統治安達盧斯
阿卜杜勒·阿齊茲·穆薩·努賽爾（Abd al-Aziz ibn Musa ibn Nusayr）選擇了位於瓜達爾基維爾河上的塞維利亞，這個位於現代西班牙南部的安達盧西亞省小鎮，作為他的首都。在他父親和塔里克離開後，伊斯蘭勢力在阿卜杜勒‧阿齊茲有計劃的的擴張下，從安達盧斯的地區擴展到現代葡萄牙的西部和北邊的庇里牛斯山脈係，亞庇里牛斯地區。阿卜杜勒‧阿齊茲在與其所征服的領地，莫夕亞（Murcia）西哥特領主蒂默（Theudimer）簽署的和平條約中，就令領主改用阿拉伯語名字，圖德米爾。此條約內容為賦予西哥特基督徒繼續信奉其宗教的權利，只要他們繳納特殊稅款並忠於他們的穆斯林領主。史稱圖德米爾條約。

## 個人生活和其影響
征服西哥特王國後，阿卜杜勒‧阿齊茲（Abd al-Aziz ibn Musa ibn Nusayr）接掌王權，甚至娶了西哥特國王羅德里克（Rodrigo）的妻子伊吉羅娜（Egilona）。伊吉羅娜 在結婚並皈依伊斯蘭教後取名為烏姆‧阿西姆（Umm’Asim）。由於阿拉伯和柏柏爾婦女在征服西班牙（Hispania）之初沒有隨軍隊進入安達盧斯，所以在缺乏阿拉伯和柏柏爾婦女的條件下，娶被征服的女性為妻的做法幾乎成為穆斯林領袖的普遍規則。而伊吉羅娜與阿卜杜勒‧阿齊茲的婚姻，就造成與當地西哥特婦女的聯姻的趨勢。
阿卜杜勒‧阿齊茲婚後受伊吉羅娜（Egilona）許多影響，甚至變得有些搖擺。這在伊斯蘭文化中是不尋常的。伊吉羅娜以贏得民眾崇拜為由，勸說阿卜杜勒‧阿齊茲（Abd al-Aziz ibn Musa ibn Nusayr）向她躬身戴上王冠。甚至將自己的謁見廳入口降低。這樣就可以在阿卜杜勒‧阿齊茲進門時鞠躬。受到伊吉羅娜的影響以及與西哥特舊皇室的聯結，使關於「阿卜杜勒‧阿齊茲已皈依基督教」的誤解和謠言甚囂塵上，最終傳到了大馬士革的倭馬亞哈里發蘇萊曼一世的耳中。受到這些謠言的影響，哈里發下令殺死阿卜杜勒‧阿齊茲。然而，這些謠言也很可能是在哈比卜‧阿比‧奧貝達‧菲赫里（Habib ibn Abi Ubaidah Al-Fihri）所領導的敵對派系授意下煽動的。最終阿卜杜勒‧阿齊茲被殺死了，但在謠言之外，他享有著正義穆斯林的美譽。

## 暗殺和安達盧斯的後續
關於阿卜杜勒‧阿齊茲被暗殺的確切時間眾說紛紜，但確實是在哈里發蘇萊曼一世的命令下被齊亞德 ‧伊本‧烏德拉‧巴拉維暗殺。然而，伊斯蘭史學家伊本·赫勒敦（Ibn Khaldun）研究顯示，該命令是由哈比卜‧阿比‧奧貝達‧菲赫里（Habib ibn Abi Obeida al-Fihri）收到並執行的。報告說到哈里發擔心阿卜杜勒‧阿齊茲想在安達盧斯建立自己的個人君主制，自立門戶於大馬士革的倭馬亞哈里發國之外。
他被暗殺的日期估計在715、716年或718年之間有所不同。阿卜杜勒‧阿齊茲 (Abd al-Aziz ibn Musa) 在聖魯菲納 (Santa Rufina) 修道院被斬首，當時該修道院被用作清真寺。
在他死後，阿卜杜勒·阿齊茲·穆薩‧努賽爾的頭顱刻意被帶到大馬士革公開展示給民眾，因哈里發知道他的父親穆薩·努賽爾也在當地。阿卜杜勒‧阿齊茲死後，由他的堂兄阿尤布·哈比卜·拉赫米繼任，他被認為實際參與在這次暗殺事件，可惜他的任期並沒有持續多久。在阿卜杜勒·阿齊茲被暗殺後的四十年，安達盧斯處於混亂和動盪的狀態。敵對的阿拉伯派係不斷爭取權力，並擴大伊斯蘭對該地區的控制。 總督是由哈里發任命或推選的，但也經常被敵對團體或大馬士革的倭馬亞哈里發罷免。這種狀態至少一直持續到 756 年，當時在歌多華（Córdoba）建立了一個獨立的倭馬亞王朝。然而，阿卜杜拉赫曼一世（Abd-ar-Rahman I）仍然在安達盧斯（托萊多、薩拉戈薩、巴塞隆那......）發現了很多阻力，並且不得不為完全掌控這片領土而奮鬥了 25 年。 伊斯蘭勢力一直留在該地區，直到 1492 年斐迪南（Ferdinand）和伊莎貝拉（Isabella）征服了伊斯蘭王國格拉納達（kingdom of Granada）。